# Херенвен (община)
Херенвен (нидерл. Heerenveen, з.-фриз. It Hearrenfean) — община в провинции Фрисландия (Нидерланды).

## История
Община была образована в 1934 году путём присоединения к бывшей общине Ангвирден частей общин Схотерланд и Хаскерланд.

## Состав
Община включает город Херенвен, а также деревни Юббега, Де Кнейпе, Аудесхот, Ньивехорне, Ораньевауд, Аудехорне, Хорнстерзваг, Тьяллеберд, Милдам, Катлейк, Бонтебок, Лёйньеберд, Тербанд, Герслот и Ньивесхот.

## География
Территория общины занимает 140,15 км², из которых 135,21 км² — суша, и 4,94 км² — водная поверхность. На 1 января 2010 года в общине проживал 43 391 человек.